# Cima dal Cantun
Cima dal Cantun är en bergstopp i Schweiz.   Den ligger i regionen Maloja och kantonen Graubünden, i den sydöstra delen av landet, 190 km öster om huvudstaden Bern. Toppen på Cima dal Cantun är 3 354 meter över havet, eller 130 meter över den omgivande terrängen. Bredden vid basen är 0,59 km.
Terrängen runt Cima dal Cantun är bergig åt sydväst, men åt nordost är den kuperad. Runt Cima dal Cantun är det ganska glesbefolkat, med 50 invånare per kvadratkilometer.. Närmaste större samhälle är Silvaplana, 18,6 km nordost om Cima dal Cantun. 
Trakten runt Cima dal Cantun består i huvudsak av gräsmarker.